# Prudencio de Pena
Prudencio de Pena, né le 21 janvier 1913, est un ancien joueur et entraîneur uruguayen de basket-ball.

## Palmarès
- Vainqueur du championnat d'Amérique du Sud 1940, 1953
- Finaliste du championnat d'Amérique du Sud 1937, 1939
- 3e du championnat d'Amérique du Sud 1938